# Wilson Rojas
Wilson Alejandro Rojas Barrera (Chillán, Chile, 11 de noviembre de 1966) es un exfutbolista chileno que se desempeñaba en la posición de defensa.

## Trayectoria
Oriundo de Chillán, se desarrolló como futbolista en las divisiones inferiores de O'Higgins.Debutó en el primer equipo durante la temporada 1984. En 1985 formó parte del plantel que terminó descendiendo a la Primera B.Tras estar cedido en Cobreandino durante 1987, la temporada siguiente regresa al conjunto rancagüino, formando parte de una de las mejores defensas de la historia del equipo celeste, junto a Gabriel Mendoza,Mauro Meléndez y Joel Molina.
Por sus destacadas actuaciones, estuvo en el radar de Mirko Jozić para reforzar a Colo-Colo en 1991; sin embargo, finalmente es cedido a préstamo a Deportes Antofagasta, en el regreso del cuadro puma a la Primera División, compartiendo camarín con jugadores como Juvenal Olmos, Marco Cornez, Sergio Salgado, Juan Carlos Letelier, Jorge Pautasso, entre otros.
De regreso en O'Higgins, fue titular en las campas venideras, en donde logró peaks de rendimiento como las clasificaciones a Liguilla Pre-Libertadores en 1992, 1993 y 1994, y finalmente el descenso a la Primera B en 1996.Para 1997, pasó junto a su compañero Luis Casanova a Deportes Temuco, donde no vio minutos; para el segundo semestre, regresó a O'Higgins, esta vez en la Primera B, donde tras no lograr el ascenso, se retira a fines de la temporada.

## Selección nacional
En 1994 fue nominado por Mirko Jozic para la selección absoluta, donde disputó tres partidos, ante Francia y dos ante Arabia Saudita, en donde disputó un total de 159 minutos.

### Partidos internacionales
| 1     | 22 de marzo de 1994 | Estadio Gerland, Lyon, Francia         | Francia        | 3-1 | Chile |   |  | Mirko Jozić | Amistoso |
| 2     | 26 de marzo de 1994 | Estadio Rey Fahd, Riad, Arabia Saudita | Arabia Saudita | 0-2 | Chile |   |  | Mirko Jozić | Amistoso |
| 3     | 29 de marzo de 1994 | Estadio Rey Fahd, Riad, Arabia Saudita | Arabia Saudita | 2-2 | Chile |   |  | Mirko Jozić | Amistoso |
| Total | Total               | Total                                  | Presencias     | 3   | Goles | 0 |  |             |          |

| Selección chilena | Selección chilena | Selección chilena |
| Año               | Partidos          | Goles             |
| ----------------- | ----------------- | ----------------- |
| 1994              | 3                 | 0                 |
| Total             | 3                 | 0                 |

## Clubes
| Club                            | País  | Año       |
| ------------------------------- | ----- | --------- |
| O'Higgins                       | Chile | 1984-1996 |
| → Cobreandino (cedido)          | Chile | 1987      |
| → Deportes Antofagasta (cedido) | Chile | 1991      |
| Deportes Temuco                 | Chile | 1997      |
| O'Higgins                       | Chile | 1997      |